# Смолиговское сельское поселение
Смолиговское се́льское поселе́ние — упразднённое муниципальное образование в Руднянском районе Смоленской области.
Административный центр — деревня Смолиговка.
Образовано Законом от 1 декабря 2004 года. Упразднено Законом Смоленской области от 20 декабря 2018 года с включением всех входивших в его состав населённых пунктов к 1 января 2019 года в Чистиковское сельское поселение.

## Географические данные
- Общая площадь: 176,7 км²
- Расположение: юго-восточная часть Руднянского района
- Граничит:
  - на северо-востоке — с   Смоленским районом
  - на востоке — с   Голынковским городским поселением
  - на юго-востоке — с   Смоленским районом
  - на юге — с  Краснинским районом
  - на юго-западе — с  Любавичское сельское поселение
  - на западе — с Казимировским сельским поселением
- Крупные реки: Малая Березина, Березина.
- По территории поселения проходит автомобильная дорога А141 Орёл — Витебск .
- По территории поселения проходит железная дорога Смоленск — Витебск, имеются станции: Плоская,  О.п. 439-й км, Поселковая.

## Население
| 2007  | 2011  | 2012  | 2013  | 2014  | 2015  | 2016  |
| ----- | ----- | ----- | ----- | ----- | ----- | ----- |
| 2449  | ↘1904 | ↘1883 | ↘1869 | ↘1858 | ↘1802 | ↘1737 |
| 2017  | 2018  | 2019  |       |       |       |       |
| ↘1664 | ↘1612 | ↘1535 |       |       |       |       |

## Населённые пункты
В состав сельского поселения входил 31 населённый пункт:
| №  | Населённый пункт | Тип населённого пункта |
| -- | ---------------- | ---------------------- |
| 1  | Анцифорово       | деревня                |
| 2  | Горбуши          | деревня                |
| 3  | Гранки           | деревня                |
| 4  | Дуброво          | деревня                |
| 5  | Ельня            | деревня                |
| 6  | Живолево         | деревня                |
| 7  | Игнатовка        | деревня                |
| 8  | Кисловка         | деревня                |
| 9  | Концы            | деревня                |
| 10 | Коробаново       | деревня                |
| 11 | Кочаны           | деревня                |
| 12 | Лелеквинская     | деревня                |
| 13 | Морозовка        | деревня                |
| 14 | Москаленки       | деревня                |
| 15 | Надва            | деревня                |
| 16 | Обурог           | деревня                |
| 17 | Ордовка          | деревня                |
| 18 | Осяпы            | деревня                |
| 19 | Пальцево         | деревня                |
| 20 | Плоское          | деревня                |
| 21 | Приволье         | деревня                |
| 22 | Рыжиково         | деревня                |
| 23 | Слобода          | деревня                |
| 24 | Смолиговка       | деревня                |
| 25 | Смоляки          | деревня                |
| 26 | Сташки           | деревня                |
| 27 | Сташково         | деревня                |
| 28 | Сутоки           | деревня                |
| 29 | Суфляново        | деревня                |
| 30 | Тетери           | деревня                |
| 31 | Трегубовка       | деревня                |

## Экономика
Сельхозпредприятия, магазины.